# Brylantowa ręka
Brylantowa ręka (tyt. oryg. Бриллиантовая рука) – radziecka komedia kryminalna z 1969 roku, w reżyserii Leonida Gajdaja.

## Opis fabuły
Ekonomista z instytutu projektowego GIPROryba – Siemion Siemionowicz Gorbunkow wyjeżdża statkiem na wycieczkę zagraniczną. W jednym z miast w kraju, przypominającym Turcję, ulega wypadkowi i doznaje zwichnięcia ręki. Gips, który posłuży do unieruchomienia ręki zostaje wypełniony biżuterią przez ludzi „Szefa”, który zajmuje się przemytem kosztowności do Rosji. Gorbunkow informuje władze o zawartości gipsu i bierze udział jako przynęta w operacji milicyjnej celem przyłapania przemytników na gorącym uczynku, ale zanim dojdzie do ujęcia przestępców, Gorbunkow będzie musiał się z nimi zmierzyć sam.
W filmie złamano pewne tabu radzieckiego kina: po raz pierwszy śmiano się z działalności organów MSW oraz po raz pierwszy na ekranie wykonano striptease (wyk. Swietłana Swietliczna).
Film został nakręcony na podstawie kronik kryminalnych z prasy radzieckiej. Sceny „zagraniczne” do filmu kręcono w Baku, które zostało „ucharakteryzowane” na miasto tureckie. Film należał do największych sukcesów kasowych kina radzieckiego. W pierwszym roku wyświetlania obejrzało go 76,7 mln widzów.
W 1970 reżyser i odtwórca głównej roli zostali uhonorowani Nagrodą Państwową ZSRR.
W filmie po raz pierwszy zabrzmiały piosenki Wyspa pecha (wyk. Andriej Mironow), Pieśń o zającach (wyk. Jurij Nikulin) oraz Pomóż mi (wyk. Aida Wiediszczewa) które zdobyły dużą popularność.

## Obsada
- Jurij Nikulin jako Siemion Siemionowicz Gorbunkow
- Anatolij Papanow jako Lolik, pomocnik szefa
- Andriej Mironow jako Giennadij Kozodojew
- Nina Grebieszkowa jako Nadia, żona Gorbunkowa
- Nonna Mordiukowa jako Warwara Pluszcz
- Swietłana Swietliczna jako Anna Siergiejewna
- Stanisław Czekan jako major milicji Michaił Iwanowicz
- Władimir Gulajew jako milicjant Wołodia
- Jewgienia Mielnikowa jako Maria Nikołajewna
- Nikołaj Romanow jako Szef
- Wiktoria Ostrowska jako prostytutka w Stambule
- Nikołaj Trofimow jako pułkownik milicji
- German Kaczin jako dziennikarz w porcie
- Leonid Gajdaj jako pijak przewożony przez milicję w przyczepie motocykla